# Chiesa di Santa Margherita (Knook)
La chiesa di Santa Margherita (in inglese Church of Saint Margaret) è la parrocchiale anglicana che si trova a Knook, villaggio e parrocchia civile nella contea del Wiltshire nel Sud Ovest dell'Inghilterra, Regno Unito. La storia del luogo di culto inizia attorno all'XI secolo, l'edificio che ci è pervenuto è stato edificato nel XVIII secolo, rientra nella diocesi di Salisbury ed è considerato dall'English Heritage un monumento classificato di prima categoria per il suo particolare interesse storico e architettonico.

## Storia

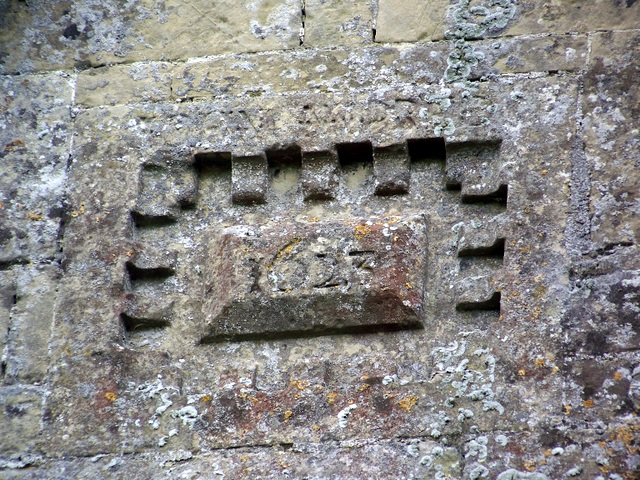
Esterno della chiesa. Pietra che riporta incisa la data della sua costruzione

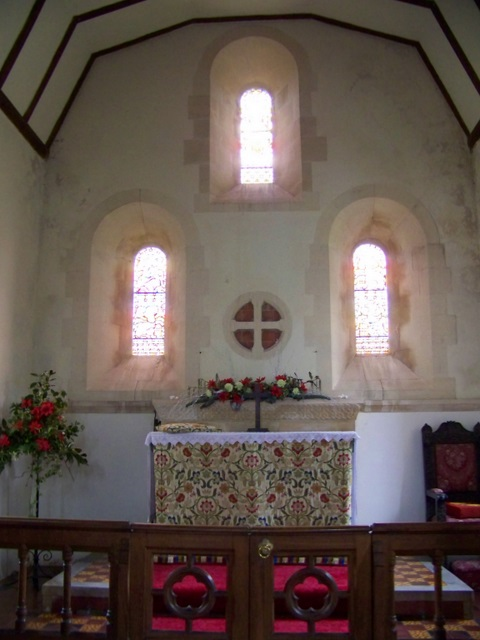
Interno della sala, presbiterio con altare

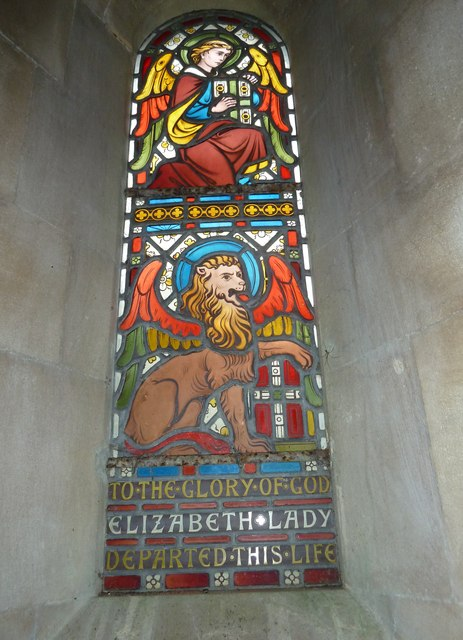
La grande vetrata policroma nella parte presbiteriale in memoria di Elizabeth, Lady Heytesbury, morta nel 1874

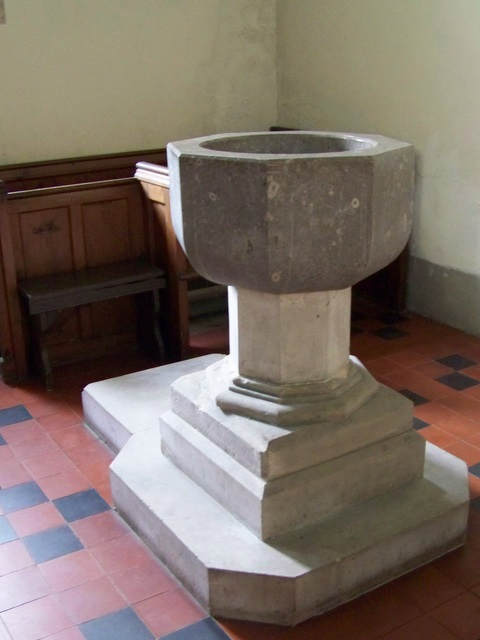
Fonte battesimale

La chiesa parrocchiale anglicana risale all'XI secolo, se non addirittura a prima. Nel 1740 la chiesa risultò, secondo i custodi della chiesa, gravi problemi di conservazione che riguardavano sia il presbiterio sia la navata. La successiva testimonianza documentale risale al 1824, quando Sir Richard Colt Hoare visitò questa chiesa. Ne disegnò una semplice planimetria e la misurò. Il suo unico commento sulle condizioni della chiesa risultò poco corretto poiché la dichiarò poco interessante. Nel 1874 si resero necessari nuovi importanti restauri. Il decreto, datato 4 luglio 1875, dichiarò che la chiesa  versava in uno stato di generale degrado e che era deturpata da una sgradevole galleria occidentale. La muratura doveva essere riparata e restaurata ove necessario, così come le pareti. Il tetto fu riparato e rivestito di nuove tegole, e fu costruita una sagrestia sul lato nord del presbiterio. Il costo totale fu di 750 sterline, di cui 600 donate da Lord Heytesbury e il resto da altre donazioni. La chiesa esistente poteva ospitare 75 persone e dopo il restauro, questo numero fu ridotto a 67. Questa riduzione fu possibile poiché il numero dei fedeli locali non era particolarmente grande quindi 67 posti a sedere erano più che sufficienti e che tra gli abitanti meno del 40% frequentava regolarmente la chiesa. I registri parrocchiali di Knook risalenti al 1687, oltre a quelli attualmente in uso presso la chiesa, sono consultabili presso il Wiltshire & Swindon History Centre di Chippenham.

## Descrizione
L'English Heritage ha inserito dall'11 settembre 1968 la chiesa di Santa Margherita di Knook tra gli edifici storici come monumento classificato di prima categoria col numero 1285068. Il luogo di culto appartiene alla diocesi di Salisbury.

### Esterni
La chiesa di Santa Margherita si trova nell'abitato di Knook, villaggio  nella contea del Wiltshire nel Sud Ovest dell'Inghilterra, Regno Unito. La struttura conserva elementi dell'edificio normanno preesistente e non è di grandi dimensioni. Le pareti sono in pietra a vista. Il portale murato nella parete sud è la parte più interessante, è protetto da una struttura del XIX secolo e da un arco a sesto acuto e conserva un timpano scolpito. Sopra il portico nord a due piani si trova una pietra con la data incisa 1623. Attorno alla chiesa si trova il cimitero della comunità.

### Interni
La sala non è di grandi dimensioni. All'interno della chiesa si trovano frammenti dell'edificio precedente. Il presbiterio ha una trave in legno con archi a tutto sesto sostenuta da mensole intagliate risalenti all'XI secolo. Dietro l'altare si trova un retablo in pietra calcarea con intagli sassoni intrecciati. Gli arredi come il fonte battesimale, il pulpito, i banchi e la balaustra per la comunione furono tutti aggiunti negli anni settanta del XIX secolo. La vetrata policroma della finestra orientale è in memoria di Elizabeth, Lady Heytesbury, morta nel 1874. All'estremità occidentale della sala si conserva un monumento, la lapide in marmo bianco e nero in memoria di Brouncher Thring e della sua famiglia.